# Olasz női kézilabda-bajnokság (első osztály)
A Serie A1 a legmagasabb osztályú olasz női kézilabda-bajnokság. A bajnokságot 1970 óta rendezik meg. Jelenleg tizenkét csapat játszik a bajnokságban, a legeredményesebb klub a Cassano Magnago és a Jomi Salerno, a címvédő a Jomi Salerno.

## Kispályás bajnokságok
| Év   | 1. hely                                           | 2. hely                                           | 3. hely                                           |
| ---- | ------------------------------------------------- | ------------------------------------------------- | ------------------------------------------------- |
| 1970 | AICS Pareto Roma                                  | Ens Roma                                          | HC Bologna                                        |
| 1971 | CUS Roma                                          | Ens Roma                                          | CUS Verona Renp Firenze                           |
| 1972 | Scuola Germanica Roma                             | Trionfale Roma                                    | San Marco Rovereto                                |
| 1973 | Scuola Germanica Roma                             | Montello Roma                                     | CUS Verona                                        |
| 1974 | Montello Roma                                     | Scuola Germanica Roma                             | Lem Roma                                          |
| 1975 | Del Tongo Arezzo                                  | Freedom Roma                                      | Mercury Bologna                                   |
| 1976 | Lem Roma                                          | Mercury Bologna                                   | Freedom Roma                                      |
| 1977 | Del Tongo Roma                                    | Mercury Bologna                                   | Freedom Roma                                      |
| 1978 | Forst Bressanone                                  | Mercury Bologna                                   | GS Romano                                         |
| 1979 | Forst Bressanone                                  | Mercury Bologna                                   | GS Romano                                         |
| 1980 | Mercury Bologna                                   | GS Romano                                         | Forst Bressanone                                  |
| 1981 | Forst Bressanone                                  | Mercury Bologna                                   | Viamal Romano                                     |
| 1982 | Forst Bressanone                                  | Jomsa Bologna                                     | Ariosto Ferrara                                   |
| 1983 | Forst Bressanone                                  | Esteblok Ferrara                                  | Garibaldina Trento                                |
| 1984 | Forst Bressanone                                  | PF Cassano Magnago                                | Esteblok Ferrara                                  |
| 1985 | Forst Bressanone                                  | Tecnitalia Cassano                                | Esteblok Ferrara                                  |
| 1986 | Tecnitalia Cassano                                | Selcodata Teramo                                  | Gasser Speck Bressanone                           |
| 1987 | Italiana Macchi Cassano                           | San Giorgio Engineering                           | Sardinya Sassari                                  |
| 1988 | Italiana Macchi Cassano                           | Cral Agrileasing Roma                             | San Giorgio Cassano                               |
| 1989 | Italiana Macchi Cassano                           | Sardinya Sassari                                  | San Giorgio Cedrate                               |
| 1990 | PF Cassano Magnago                                | Tiger Palermo                                     | Sardinya Sassari                                  |
| 1991 | PF Cassano Magnago                                | Centro Pallamano Sassari                          | Ariosto Costruire Ferrara                         |
| 1992 | Cavalca Cassano                                   | Ariosto Costruire Ferrara                         | Centro Pallamano Sassari                          |
| 1993 | Cavalca Cassano                                   | Jomsa Rimini                                      | Barbablu Sassari                                  |
| 1994 | Cavalca Cassano                                   | Barbablu Sassari                                  | Jomsa Rimini                                      |
| 1995 | Cavalca Cassano                                   | Jomsa Rimini                                      | Salerno                                           |
| 1996 | PF Cassano Magnago                                | Jomsa Rimini                                      | Libertas De Gasperi Enna                          |
| 1997 | Jomsa Rimini                                      | PF Cassano Magnago                                | Tiger Palermo                                     |
| 1998 | Jomsa Rimini                                      | Libertas De Gasperi Enna                          | Viemme Cassano                                    |
| 1999 | Libertas De Gasperi Enna                          | Jomsa Rimini                                      | PF Cassano Magnago                                |
| 2000 | Eos INA Assitalia Siracusa                        | Libertas De Gasperi Enna                          | PF Cassano Magnago                                |
| 2001 | Pidigi Dossobuono                                 | De.Mo.Ter. Messana                                | Libertas De Gasperi Enna                          |
| 2002 | L'Altecoen De Gasperi Enna                        | Florgarden Sassari                                | De.Mo.Ter. Messana                                |
| 2003 | Florgarden Sassari                                | Pei Salerno                                       | Pidigi Dossobuono                                 |
| 2004 | TS Pelplast Salerno                               | Pidigi Dossobuono                                 | Florgarden Sassari                                |
| 2005 | Sassari Citta’ dei Candelieri                     | TS Pelplast Salerno                               | Biomedicali Teramo                                |
| 2006 | Edilcinque Sassari                                | Pidigi Riam Dossobuono                            |                                                   |
| 2007 | Edilcinque Sassari                                | Pidigi Riam Dossobuono                            | TS Pelplast Salerno                               |
| 2008 | Edilcinque Sassari                                | Riam Scaligera Vigasio                            | Sarti Ferrara                                     |
| 2009 | Tangram 1 Sassari                                 | Gruppo Squassabia Bancole                         | Ceramiche Salerno                                 |
| 2010 | Ceramiche Salerno                                 | Leadercoop Teramo                                 | Sassari Verde Vita                                |
| 2011 | Ceramiche Salerno                                 | Sassari Verde Vita                                | Leadercoop Teramo                                 |
| 2012 | Leadercoop Teramo                                 | Ceramiche Salerno                                 | Sassari Verde Vita                                |
| 2013 | Jomi Salerno                                      | Key Estate Sassari                                | Lombardi Ecologia Conversano                      |
| 2014 | Jomi Salerno                                      | Amatori Conversano                                | Ali Mestrino                                      |
| 2015 | Indeco Conversano                                 | PF Cassano Magnago                                | Globo-Allianz-Bioapta Teramo                      |
| 2016 | Indeco Conversano                                 | PF Cassano Magnago                                | Jomi Salerno                                      |
| 2017 | Jomi Salerno                                      | Indeco Conversano                                 | Spallanzani Casalgrande                           |
| 2018 | Jomi Salerno                                      | Indeco Conversano                                 | PF Cassano Magnago                                |
| 2019 | Jomi Salerno                                      | Mechanic System Oderzo                            | SSV Brixen                                        |
| 2020 | A koronavírus-járvány miatt nem avattak bajnokot. | A koronavírus-járvány miatt nem avattak bajnokot. | A koronavírus-járvány miatt nem avattak bajnokot. |
| 2021 | Jomi Salerno                                      | Mechanic System Oderzo                            | SSV Brixen                                        |
| 2022 | SSV Brixen                                        | Jomi Salerno                                      | Ali' Best Espresso Mestrino                       |
| 2023 | Jomi Salerno                                      | AC Life Style Erice                               | SSV Brixen                                        |
| 2024 | SSV Brixen                                        | AC Life Style Erice                               | Jomi Salerno                                      |
| 2025 | Jomi Salerno                                      | AC Life Style Erice                               | HC Pontinia                                       |